# Macledium anmadochrissum
Macledium anmadochrissum là một loài thực vật có hoa trong họ Cúc. Loài này được (Lawalrée) S.Ortiz mô tả khoa học đầu tiên năm 2001.